# Большая четвёрка (фильм)
«Большая четвёрка» (индон. The Big 4) — индонезийский фильм в жанре комедийного боевика режиссёра Тимо Чахъянто. Премьера фильма состоялась на стриминговой платформе Netflix 15 декабря 2022 года.
После выхода фильм попал в десятку самых просматриваемых в 53 странах мира, включая Индонезию, где он стал самым популярным фильмом. Режиссёр фильма заявил, что намеревается снять продолжение.

## Сюжет
Женщина-детектив, расследуя смерть своего отца, прибывает на тропический остров и узнает, что её отец был главарём группы убийц. На неё открывают охоту враги её отца, из-за чего она вынуждена объединиться с четырьмя отставными убийцами, которых тренировал её отец.

## В ролях
- Абимана Арьясатья — Топан
- Путри Марино — Дина
- Лутеша — Альфа
- Арие Критин — Дженгго
- Кристо Иммануэль — Перлор
- Мартино Лио — Суранто
- Мишель Тахалеа — Ало
- Майкл Хо
- Буди Рос

## Производство
Фильм был анонсирован главой по контенту Netflix в Юго-Восточной Азии в сентябре 2021 года. Съёмки начались в ноябре того же года, режиссёром фильма стал Тимо Чахъянто. Съёмки прошли в восточной части Индонезии, на Бали и Тиморе.

## Восприятие

### Рейтинги аудитории
Веб-сайт Variety сообщил, что фильм «Большая четвёрка» стала вторым в списке самых просматриваемых фильмов Netflix не на английском языке в первый уикенд показа, попав в десятку самых популярных фильмов в 53 странах мира, включая Аргентину, Финляндию, Грецию, Мексику, Филиппины, Испанию, Республику Корея, Тайвань, Таиланд, Вьетнам и Индонезию.

### Оценки критиков
На сайте-агрегаторе Rotten Tomatoes рейтинг фильма составляет 88 % на основании 8 рецензий критиков.